# Leergutautomat

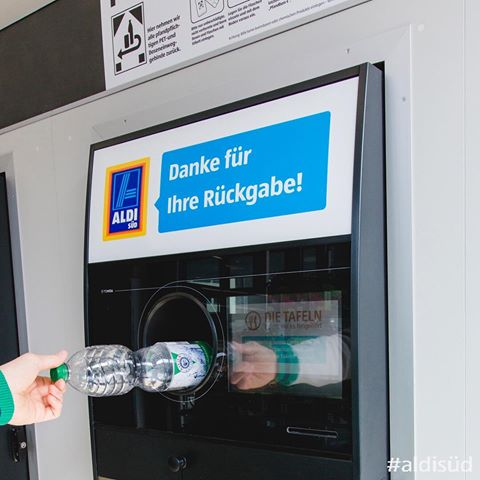
Rückgabe eines PET-Flaschengebindes an einem Leergutautomaten bei Aldi Süd in Deutschland

Ein Leergutautomat (ugs. auch Pfandautomat) dient der Rücknahme entleerter pfandpflichtiger Getränkeverpackungen. Nach dem Einwurf von Leergut zerstört er dieses, um einen neuen Einwurf zu verhindern und zahlt dem Kunden einen geldlichen Gegenwert in Form eines Bons aus. Sein Einsatz ist ausschlaggebend für eine Erstattung des Pfands auf Getränkebehälter. Leergutautomaten ersetzten die bis in die 1990er Jahre übliche Rückgabe von Hand.

## Geschichte
Das erste Patent für einen Leergutautomaten wurde am 13. September 1920 in den USA unter dem Namen Bottle Return and Handling Machine durch Elmer Jones and Sue Walker eingereicht.
Um 1990 herum gab es Versuche mit Gewinnspielen am Leergutautomaten einen Anreiz zur Rückgabe von Getränkedosen zu schaffen (so in der Schweiz oder in Deutschland). Mit der Einführung des Pfands auf Einweggetränkebehälter in Deutschland 2003 sank dort der Dosenabsatz und auch das Interesse für solche Art von Gamification der Leergutrückgabe.
Als modernste Bauart gilt ein Automat, der bis zu 100 Flaschen gleichzeitig aufnehmen und sortieren kann. Dabei werden die Flaschen durch eine Trommel hintereinander durch einen Scanner geführt und mit Druckluft sortiert. Dieses Vorgehen soll Zeit sparen und Schlangen minimieren.

### Geschichte in Deutschland
Der technische Ausschuss der Arbeitsgemeinschaft Verpackung und Umwelt (AGVU) entschied bereits Anfang 2003, dass das Unternehmen Tomra Systems mit der Steuerung des neuen Pfandsystems für Dosen und Einwegflaschen beauftragt werden soll. Somit würden die bisherigen nur geringfügig wirksamen Insellösungen der Unternehmen VfW AG und Trinkpack AG, die bis dato Sicherheitsetiketten und Pfandmarken verwendeten, beendet.
Nach der Novelle der Verpackungsverordnung, die am 1. Mai 2006 in Kraft trat, war der Andrang bei den Automatenherstellern groß. Der norwegische Hersteller Tomra Systems erwirtschaftete mit dem Verkauf seiner Pfandautomaten Umsätze in dreistelliger Millionenhöhe. Der zweitgrößte Hersteller Wincor-Nixdorf sprach damals von einem „exorbitante[n] Umsatzwachstum“.

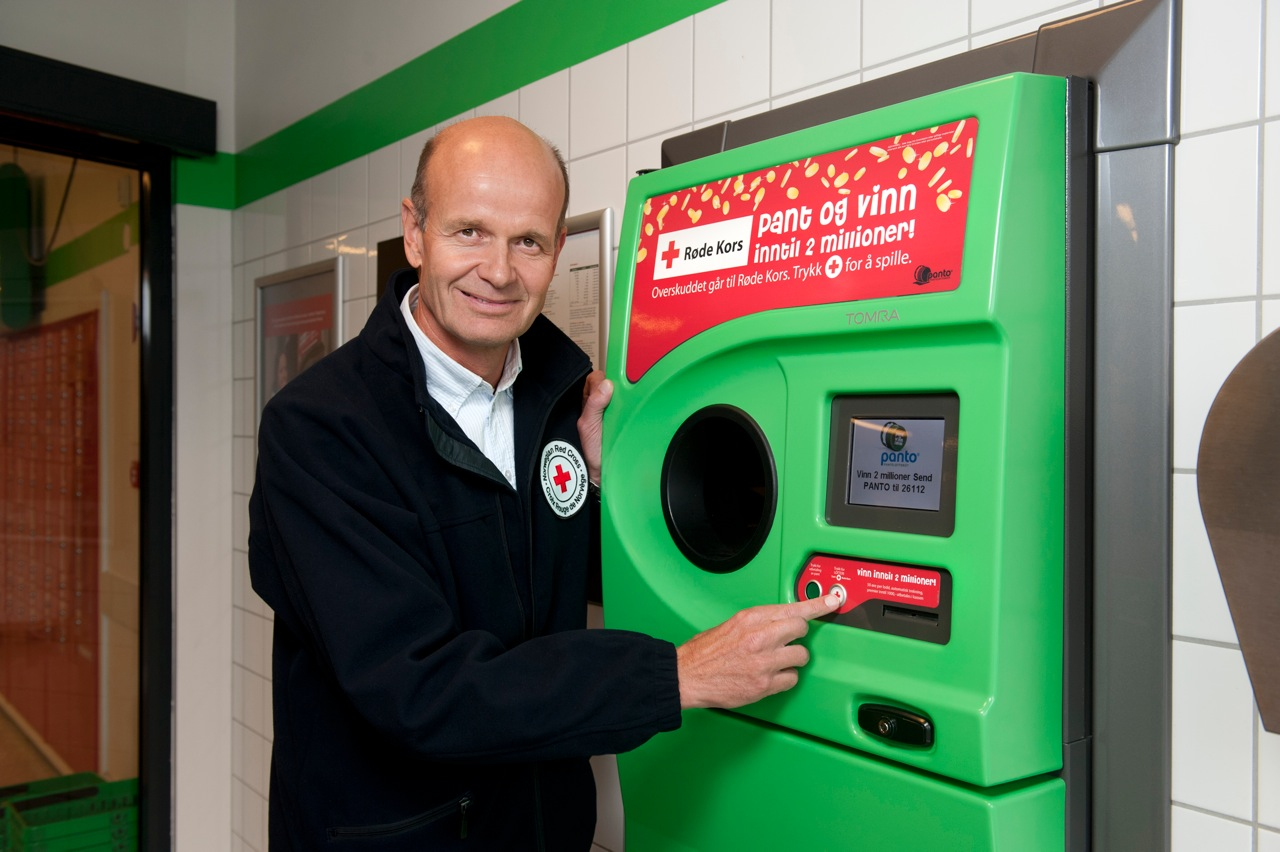
Norwegischer TOMRA-Leergutautomat mit Spendentaste für das Rote Kreuz

Im Jahr 2007 entschied sich die in Oldenburg ansässige Supermarktkette Aktiv & Irma erstmals, Leergutautomaten mit einer Spendentaste auszurüsten. Der Erlös aus den Pfandflaschen sollte dann, wenn gedrückt, dem Malteser-Hilfsdienst zustehen. Seit 2008 kooperiert die Schwarz Gruppe mit der Tafel Deutschland, um an den Leergutautomaten der LIDL-Filialen ebenfalls eine solche Lösung zu installieren. Bis 2022 ist dabei ein Spendenbetrag von über 25 Millionen Euro gesammelt worden.
Die Verbraucherzentrale rät, hartnäckig zu bleiben, wenn eine Auszahlung des Pfands verwehrt wird. Oftmals nehmen die Märkte besonders zerdrückte oder verdreckte Gebinde nicht an, weil der Automat sie nicht erkennt. Dieses Vorgehen ist jedoch rechtswidrig, entschied das Oberlandesgericht Stuttgart 2023 in zweiter Instanz.

## Funktionsweise
Das Leergut (in Getränkekisten und als Einzelflaschen) wird gescannt, gewogen und per Mustererkennung automatisch auf Rücknahmefähigkeit geprüft. 
Auf Knopfdruck erhält der Kunde nach Beendigung der Rückgabe dann einen Ausdruck, der den Pfandwert enthält, seit 2020 meist kodiert in Form eines Barcodes (händlerspezifischer Bereich des EAN-Systems). Der Wert des Pfands wird an der Registrierkasse verrechnet oder bar ausgezahlt.

### Situation in Deutschland

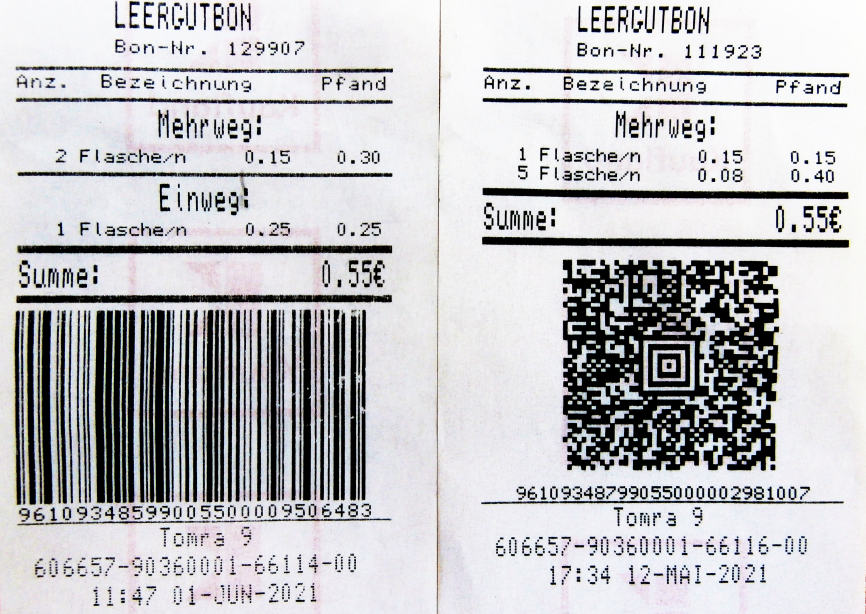
Leergutbons, jeweils mit Barcode und Matrixcode

Die Mustererkennung geschah in Deutschland über eine Prüfung des EAN-Codes der Flasche gegen eine Datenbank pfandpflichtiger Flaschen. Dieses sehr unsichere Verfahren wurde wegen der Manipulationsmöglichkeit im Herbst 2006 durch eine Erkennung des in einer speziellen Sicherheitsfarbe gedruckten Pfandlogos der bundesweit mit der Abwicklung des Einwegpfands betrauten Gesellschaft Deutsche Pfandsystem GmbH (DPG) ersetzt. 
Die neuen Leergutautomaten benötigen einen Internetzugang oder einen LAN-Anschluss an die EDV-Systeme des Händlers, um Daten mit Pfandverrechnungsstellen der DPG (sogenannte Clearing-Stellen) auszutauschen. Der Automat meldet Daten über die zurückgenommenen Verpackungen nach Typ und Anzahl und wird mit Daten über die zu akzeptierenden Verpackungen (insbesondere deren EAN-Code) gespeist. Um mehrfache Pfanderstattung für ein und dieselbe Verpackung zu verhindern und Transportkosten zu ersparen, verfügen die meisten Leergutautomaten für Getränke-Einwegverpackungen über eine Vorrichtung, die eingegebene Flaschen in eine flache Form drückt („kompaktiert“) oder in kleine Stücke schreddert.

## Betrugsfälle
Besonders in der Einführungsphase kam es zu vielen Betrugsversuchen seitens der Verbraucher. Da viele Automaten noch nicht in der Lage waren, die Sicherheitskennzeichnung in Form eines speziell beschichteten DPG-Logos zu erkennen, gaben diese lediglich mit einem einfachen Barcode auf einer Getränkeverpackung das Pfand aus. Somit wurden schnell gefälschte Barcodes erstellt, die auf nicht bepfandete Flaschen geklebt und dadurch illegal höhere Summen ergaunert wurden. Nachdem Ende Oktober 2006 ein solcher Fall mit einem Ausmaß von 150.000 Flaschen bekannt wurde, versprach die DPG, 90 % der Automaten innerhalb von einer Woche aufzurüsten.
Aufsehen erregte 2008 der Fall von Einwegflaschen, die Mehrwegflaschen ähnelten. Sie wurden daher mit einem Pfand von 25 Cent verkauft, der Automat erkannte die Flaschen jedoch meist als Mehrweg und gab demnach nur 8 Cent wieder aus. Diese als Pfandschlupf bezeichnete Differenz verblieb dann bei den Discountern. Die Verbraucherzentrale gab bekannt, stichprobenartig Filialen kontrollieren und bei Verstößen Unterlassungserklärungen stellen zu wollen.
Automaten werden trotz Sicherheitsvorkehrungen immer wieder manipuliert, entweder, um Getränkeverpackungen zu scannen und nicht zu zerstören, oder per Eingabe in den Computer des Automaten mehrfach Bons auszudrucken. Auch kommt es vor, dass Etiketten gefälscht werden, damit die Flaschen von den Automaten erkannt werden.